# Deinodon
Deinodon is een geslacht van vleesetende theropode dinosauriërs, behorend tot de groep van de Tyrannosauroidea, dat tijdens het late Krijt leefde in het gebied van het huidige Noord-Amerika. 
De typesoort Deinodon horridus, slechts gebaseerd op vondsten van losse tanden, wordt tegenwoordig beschouwd als een nomen dubium en betreft vermoedelijk materiaal van Gorgosaurus of Daspletosaurus. Alle andere soorten in het geslacht worden ook beschouwd als nomina dubia of zijn later bij andere soorten ondergebracht.

## Vondst en naamgeving

### Deinodon horridus
Eind 1854 en begin 1855 vond geoloog Ferdinand Vandeveer Hayden enkele grote tanden van een theropode in het gebied van het huidige Montana. In 1856 benoemde paleontoloog Joseph Leidy op basis hiervan de typesoort Deinodon horridus. De geslachtsnaam is afgeleid van het Oudgriekse δεινός, deinos, "geducht", en ὀδών, odoon, "tand". De soortaanduiding betekent "schrikwekkend" in het Latijn.
Leidy baseerde de soort op een reeks syntypen: ANSP 9531 tot met 9544. Alle veertien tanden kwamen uit de Judith River Group die dateert uit het late Campanien, ongeveer vijfenzeventig miljoen jaar oud.
In 1857 veranderde Leidy van mening en hernoemde de soort tot Megalosaurus horridus. In 1866 viel het Edward Drinker Cope op dat sommige tanden, ANSP 9533, 9534 en 9535, anders in vorm waren, met een D-vormige doorsnede. Daarvan weten we nu dat het tanden betreft uit de praemaxilla van de bovenkaak. Cope echter meende dat het om een andere soort ging dan bij de tanden uit het bovenkaaksbeen en de onderkaak. De laatste, met uitzondering van de kleine onderkaakstand ANSP 9531 die op een premaxillaire tand leek, wees hij toe aan zijn geslacht Laelaps. Omdat de naam Laelaps al bezet was en door Othniel Charles Marsh hernoemd tot Dryptosaurus, schiep Oliver Perry Hay  in 1899 voor deze tanden de aparte soort Dryptosaurus kenabekides. De drie premaxillaire tanden werden door Copes actie de lectotypen van Deinodon.
Leidy had zaak echter liefst andersom gezien: dat de maxillaire en dentaire tanden de naam Deinodon hadden behouden en de premaxillaire tanden een aparte naam kregen. Hij schiep daarom in 1868 voor die laatste een eigen geslacht en soort: Aublysodon mirandus. Omdat Copes keuze prioriteit heeft, was Aublysodon naar nu geldende normen een jonger objectief synoniem van Deinodon. Reeds in 1868 dacht Cope ontdekt te hebben dat de naam Deinodon bezet was door een slang. Hij hernoemde daarom de premaxillaire tanden tot Aublysodon horridus. Daarmee bevestigde hij de prioriteit van zijn keuze maar erkende althans Leidy's nieuwe geslachtsnaam. Zoals Hay echter in 1899 opviel, had Cope zich vergist: de slang heet Dinodon en Deinodon is gewoon als naam beschikbaar; de geldende soortnaam is daarmee Deinodon horridus.
In 1892, toen dat laatste nog niet duidelijk was, meende Marsh dat tand ANSP 9535 anders van vorm was van de andere praemaxillaire tanden. ANSP 9535 maakte hij tot het lectotype van Aublysodon mirandus, de andere tanden wees hij toe aan een Aublysodon sp. Als lectotypen van Deinodon bleven zo ANSP 9533 en ANSP 9534 over en het resultaat was dat Deinodon en Aublysodon toch formeel beide geldige namen waren. Mocht men echter menen dat Marsh ongelijk had, en beide identiek zijn, dan is Deinodon de geldige naam.
In de vroege twintigste eeuw werd Deinodon horridus als een geldig taxon gezien. William Diller Matthew zag Aublysodon lateralis, Laelaps incrassatus, Laelaps hazenianus en Ornithomimus grandis als jonger synoniemen van Deinodon horridus; Albertosaurus sarcophagus en Gorgosaurus libratus als mogelijke jongere synoniemen.

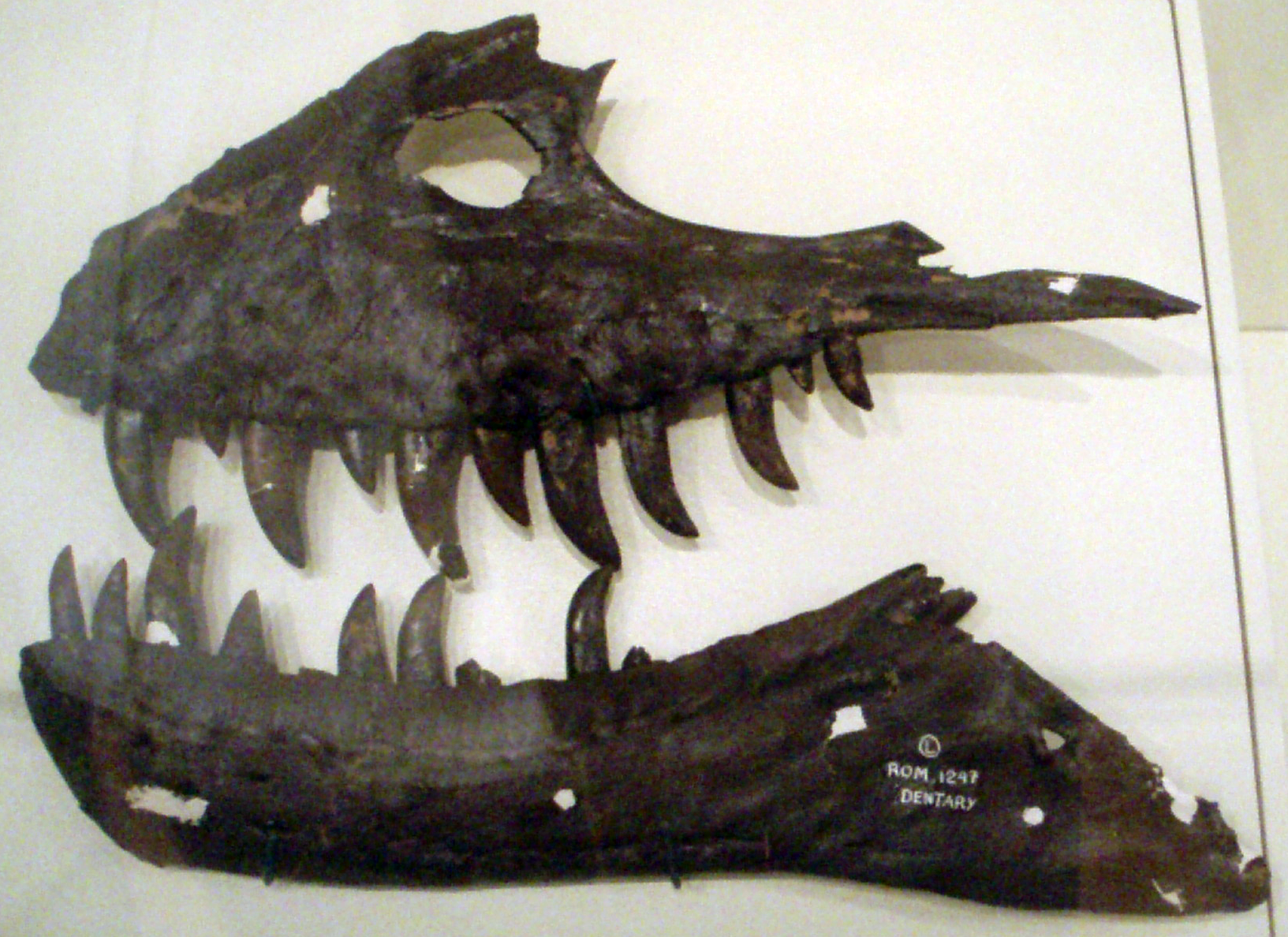
De tanden van Deinodon behoren toe aan...

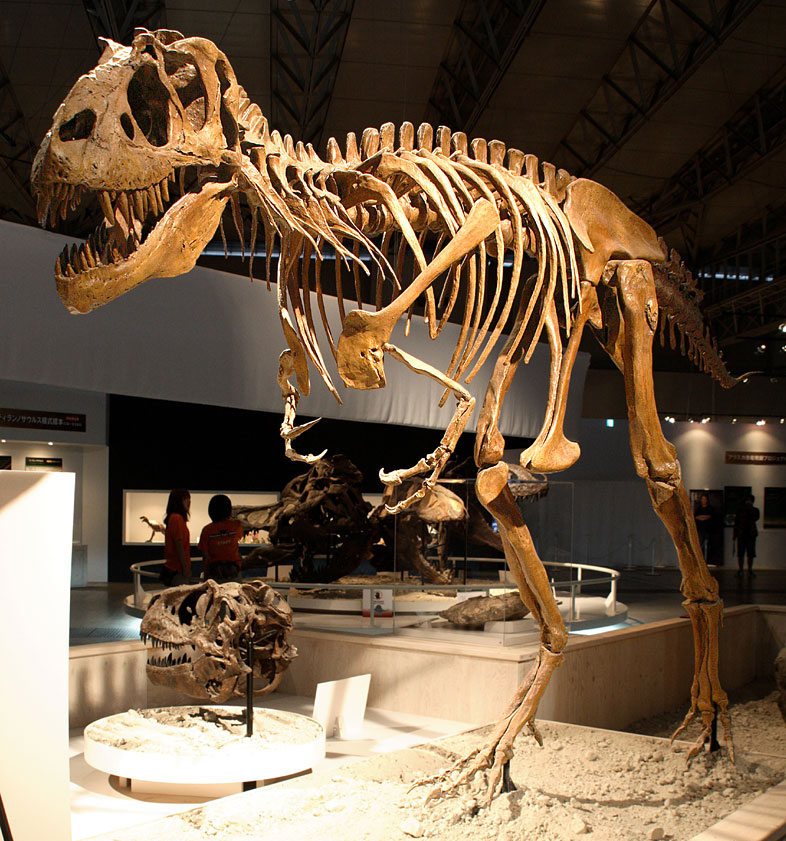
...Gorgosaurus of...

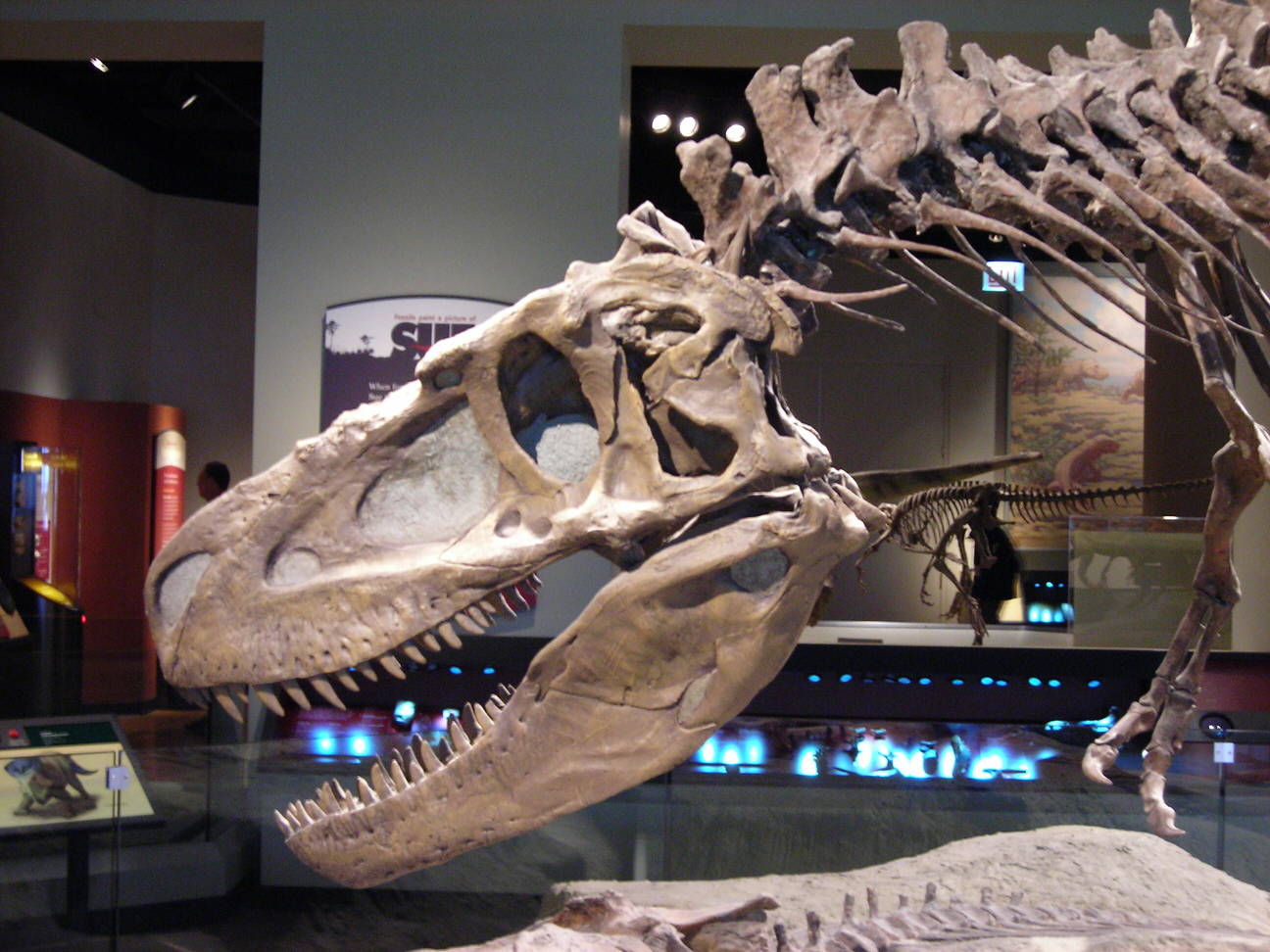
...aan Daspletosaurus.

In 1970 stelde Dale Russell echter dat de tanden weliswaar aan een tyrannosauride behoord moet hebben, maar dat er ten tijde van de afzettingen van de Judith River Group minstens twee tyrannosauriden in Noord-Amerika voorkwamen: Albertosaurus libratus (= Gorgosaurus) en Daspletosaurus. De tanden van deze taxa zijn echter niet betrouwbaar in vorm te onderscheiden. De naam Deinodon is daarmee een nomen dubium: een aanduiding waaraan fossielen anders dan typespecimina niet gefundeerd kunnen worden toegewezen. 
Leidy beschreef in 1856 nog twee tyrannosauride tandfragmenten, samen specimen ANSP 9530 vormend, die hij indertijd niet aan Deinodon toeschreef maar in 1868 wel. Het gaat vermoedelijk om een tand van Gorgosaurus. Hay zag in 1899 de tand als een syntype van Dryptosaurus kenabekides.

### Overige soorten
In de tijd dat Deinodon niet als een nomen dubium werd gezien, kwam het vaak voor dat tyrannosauride en overig theropode materiaal, vooral tanden, bij het geslacht werd ondergebracht; sommige geleerden meenden zelfs dat het als eerste tyrannosauride geslachtsnaam de voorkeur had bij de plaatsing van latere vondsten en hernoemden taxa tot een soort van Deinodon. Dat leverde nog eens negentien extra soorten op. Ook deze soorten worden tegenwoordig als nomina dubia gezien of worden bij andere geslachten dan wel soorten ondergebracht.
In 1902 hernoemde Hay Aublysodon amplus Marsh 1892, gebaseerd op specimen YPM 296, tot een Deinodon amplus en Aublysodon cristatus Marsh 1892 (YPM 297) tot een Deinodon cristatus. In beide gevallen gaat het om premaxillaire tanden van een jonge tyrannosaurus. Verwarrend genoeg is er nog een tweede Deinodon cristatus: ook in 1902 hernoemde Henry Fairfield Osborn namelijk Laelaps cristatus Cope 1876 tot een soort van Deinodon. Het typespecimen van déze soort, AMNH 3954, bestaat echter uit twee maxillaire tanden van Troodon. Osborn hernoemde in 1902 ook Laelaps laevifrons Cope 1876, gebaseerd op AMNH 3961, een losse tand, tot Deinodon laevifrons. Hetzelfde jaar maakte Lawrence Morris Lambe van Laelaps explanatus Cope 1876, gebaseerd op specimen AMNH 3958, een verzameling van zesentwintig tanden, een Deinodon explanatus. Bij beide laatste soorten gaat het in feite om tanden van Saurornitholestes. Een derde soort die Osborn in 1902 hernoemde was Laelaps falculus Cope 1876, gebaseerd op specimen AMNH 3959, een verzameling van tien tanden, die nu een Deinodon falculus werd. Het gaat om tanden van Gorgosaurus of Daspletosaurus. Osborn hernoemde in 1902 ook nog een vierde soort: Laelaps incrassatus Cope 1876, gebaseerd op specimen AMNH 3962, bestaande uit tweemaal een eerste maxillaire tand van Gorgosaurus, werd een Deinodon incrassatus. De vijfde soort die Osborn in 1902 hernoemde was Laelaps hazenianus Cope 1876, gebaseerd op specimen AMNH 3957, een verzameling van zeven tanden, die een Deinodon hazenianus werd. Vermoedelijk betreft het tanden van jonge gorgosauri of daspletosauri. Hay benoemde in 1902 ook nog een derde soort: Aublysodon? lateralis Cope 1876, gebaseerd op AMNH 3956, een verzameling van twee tanden, werd Deinodon lateralis. De tanden, sterk in grootte verschillend, komen vermoedelijk van twee soorten: de grootste waarschijnlijk van Gorgosaurus is, de kleinste wellicht van Dromaeosaurus.
In 1916 benoemde Osborn zijn zesde soort van Deinodon toen hij Ornithomimus grandis Marsh 1890 tot een Deinodon grandis hernoemde. Het later verloren gegane specimen betrof een derde middenvoetsbeen uit het voege Campanien, wellicht van een nog onbekende grote tyrannosauroide.
Matthew zag in 1922 Albertosaurus sarcophagus en Gorgosaurus libratus weliswaar als mogelijke synoniemen van Deinodon horridus maar ook als mogelijke soorten binnen het geslacht Deinodon; hij hernoemde die soorten in ieder geval vast als een Deinodon sarcophagus en een Deinodon libratus. In 1939 hernoemde Kuhn Albertosaurus arctunguis Parks 1928 tot een Deinodon arctuinguis. Het gaat naar huidige inzichten om een exemplaar van Albertosaurus sarcophagus.
In 1964 hernoemde Evgeni Aleksandrowitsj Malejew zijn Gorgosaurus novojilovi Maleev 1955 tot een Deinodon novojilovi. Het gaat in feite om Tarbosaurus. In 1965 hernoemde Oskar Kuhn Gorgosaurus lancensis Gilmore 1946 tot een Deinodon lancensis. Het gaat of om een jonge tyrannosaurus of om het aparte geslacht Nanotyrannus. In dezelfde publicatie hernoemde Kuhn Gorgosaurus lancinator Maleev 1955 als Deinodon lancinator en Albertosaurus periculosus Riabinin 1930 als een Deinodon periculosus. In feite betreft het in beide gevallen jonge tarbosauri. Kuhn hernoemde in 1965 ook Gorgosaurus sternbergi Matthew & Brown 1923 tot een Deinodon sternbergi. Het gaat om een jong exemplaar van Gorgosaurus libratus.
In 1995 hernoemde George Olshevsky Dryptosaurus kenabekides Hay 1899 tot een Deinodon kenabekides omdat de tanden zeker niet aan een dier toebehoren dat direct aan Dryptosaurus aquilunguis verwant is. Daar echter voor de maxillaire en dentaire tanden van het oorspronkelijke deinodonmateriaal niet te bewijzen valt dat ze niet bij de premaxillaire horen, noch dat ze onderling speciaal verwant zijn, wordt deze naam meestal als overbodig gezien.

### Soortenlijst
De ingewikkelde naamgevingsgeschiedenis kan worden samengevat in een soortenlijst.
- Deinodon horridus Leidy 1856: typesoort van Deinodon, nomen dubium, vermoedelijk ouder synoniem van Gorgosaurus of Daspletosaurus, = Megalosaurus horridus (Leidy 1856) Leidy 1857, = Aublysodon horridus (Leidy 1856) Cope 1868
- Deinodon amplus (Marsh 1892) Hay 1902: nomen dubium, wellicht ouder synoniem Tyrannosaurus rex, = Aublysodon amplus Marsh 1892, = Tyrannosaurus amplus (Marsh 1892) Hay 1930, = Manospondylus amplus (Marsh 1892) Olshevsky 1978, = Stygivenator amplus (Marsh 1892) Olshevsky 1995
- Deinodon cristatus (Marsh 1892) Hay 1902: nomen dubium, wellicht ouder synoniem Tyrannosaurus rex, = Aublysodon cristatus Marsh 1892, = Stygivenator cristatus (Marsh 1892) Olshevsky 1995
- Deinodon lateralis (Cope 1876) Hay 1902: nomen dubium, vermoedelijk ouder synoniem van Gorgosaurus of Daspletosaurus en/of Dromaeosaurus, = Aublysodon lateralis Cope 1876
- Deinodon cristatus (Cope 1876) Osborn 1902 non (Marsh 1892) Hay 1902: jonger synoniem van Troodon formosus, = Laelaps cristatus Cope 1876, = Dromaeosaurus cristatus (Cope 1876) Matthew & Brown 1922, = Troodon cristatus (Cope 1876) Olshevsky 1995
- Deinodon falculus (Cope 1876) Osborn 1902: nomen dubium, vermoedelijk ouder synoniem van Gorgosaurus of Daspletosaurus, = Laelaps falculus Cope 1876, = Dryptosaurus falculus (Cope 1876) Hay 1902, = Dromaeosaurus falculus (Cope 1876) Olshevsky 1978
- Deinodon hazenianus (Cope 1876) Osborn 1902: nomen dubium, vermoedelijk ouder synoniem van Gorgosaurus of Daspletosaurus, = Laelaps hazenianus Cope 1876, = Dryptosaurus hazenianus (Cope 1877) Hay 1902
- Deinodon incrassatus (Cope 1876) Osborn 1902:  vermoedelijk ouder synoniem van Gorgosaurus, = Laelaps incrassatus Cope 1876, = Dryptosaurus incrassatus (Cope 1876) Hay 1902
- Deinodon laevifrons (Cope 1876) Osborn 1902: vermoedelijk ouder synoniem van Saurornitholestes, = Laelaps laevifrons Cope 1876, = Dryptosaurus laevifrons (Cope 1876) Hay 1902, = Dromaeosaurus laevifrons (Cope 1876) Matthew & Brown 1922
- Deinodon explanatus (Cope 1876) Lambe 1902: vermoedelijk ouder synoniem van Saurornitholestes, = Laelaps explanatus Cope 1876, = Dryptosaurus explanatus (Cope 1876) Hay 1902, = Aublysodon explanatus (Cope 1876) Hatcher 1903, = Dromaeosaurus explanatus (Cope 1876) Kuhn 1939, = Paronychodon explanatus (Cope 1876) Olshevsky 1995
- Deinodon grandis (Marsh 1890) Osborn 1916: non Deinodon horridus, = Ornithomimus grandis Marsh 1890, = Aublysodon grandis (Marsh 1890) Huene 1932
- Deinodon sarcophagus (Osborn 1905) Matthew & Brown 1922: = Albertosaurus sarcophagus Osborn 1905
- Deinodon libratus (Lambe 1914) Matthew & Brown 1922: = Gorgosaurus libratus Lambe 1914
- Deinodon arctunguis (Parks 1928) Kuhn 1939: jonger synoniem van Albertosaurus sarcophagus, = Albertosaurus arctunguis Parks 1928
- Deinodon novojilovi (Maleev 1955) Maleev 1964: jonger synoniem van Tarbosaurus, = Gorgosaurus novojilovi Maleev 1955, = Aublysodon novojilovi (Maleev 1955) Charig 1967, = Tarbosaurus novojilovi (Maleev 1955) Olshevsky 1978, = Albertosaurus novojilovi (Maleev 1955) Mader & Bradley 1989, = Maleevosaurus novojilovi (Maleev 1955) Carpenter 1992, = Tyrannosaurus novojilovi (Maleev 1955) Glut 1997
- Deinodon lancensis (Gilmore 1946) Kuhn 1965: jonger synoniem van Tyrannosaurus rex of apart geslacht Nanotyrannus, = Gorgosaurus lancensis Gilmore 1946, = Aublysodon lancensis (Gilmore 1946) Charig 1967, = Albertosaurus lancensis (Gilmore 1946) Russell 1970, = Nanotyrannus lancensis (Gilmore 1946) Bakker, Williams & Currie 1988
- Deinodon lancinator (Maleev 1955) Kuhn 1965: jonger synoniem van Tarbosaurus, = Gorgosaurus lancinator Maleev 1955, = Aublysodon lancinator (Maleev 1955) Charig 1967
- Deinodon sternbergi (Matthew & Brown 1922) Kuhn 1965: jonger synoniem van Gorgosaurus libratus, = Gorgosaurus sternbergi Matthew & Brown 1922, = Albertosaurus sternbergi (Matthew & Brown 1922) Russell 1970
- Deinodon periculosus (Riabinin 1930) Kuhn 1965: nomen dubium, = Albertosaurus periculosus Riabinin 1930, = Alectrosaurus periculosus (Riabinin 1930) Olshevsky 1991, = Jenghizkhan periculosus (Riabinin 1930) Olshevsky 1995, = Tarbosaurus periculosus (Riabinin 1930) Olshevsky 1995
- Deinodon kenabekides (Hay 1899) Olshevsky 1995: nomen dubium, vermoedelijk ouder synoniem van Gorgosaurus of Daspletosaurus, = Dryptosaurus kenabekides Hay 1899

Men kan de verschillende binnen Deinodon benoemde soorten ook op alfabetische volgorde zetten met verwijzingen naar de soorten waar het materiaal volgens huidige inzichten aan toegewezen kan worden:
- Deinodon horridus (type) → Gorgosaurus libratus / Daspletosaurus torosus
- Deinodon amplus → Tyrannosaurus rex
- Deinodon arctunguis → Albertosaurus sarcophagus
- Deinodon cristatus → Troodon formosus
- Deinodon cristatus → Tyrannosaurus rex
- Deinodon explanatus → Paronychodon explanatus
- Deinodon falculus → Gorgosaurus libratus / Daspletosaurus torosus
- Deinodon grandis → Ornithomimus grandis / Aublysodon grandis
- Deinodon hazenianus → Gorgosaurus libratus / Daspletosaurus torosus
- Deinodon incrassatus → Gorgosaurus libratus
- Deinodon kenabekides → Gorgosaurus libratus / Daspletosaurus torosus
- Deinodon laevifrons → Saurornitholestes langstoni
- Deinodon lancensis → Nanotyrannus lancensis
- Deinodon lancinator → Jenghizkhan bataar / Tarbosaurus bataar
- Deinodon lateralis → Gorgosaurus libratus / Daspletosaurus torosus / Dromaeosaurus albertensis
- Deinodon libratus → Gorgosaurus libratus
- Deinodon novojilovi → Tarbosaurus bataar
- Deinodon periculosus → Tarbosaurus periculosus
- Deinodon sarcophagus → Albertosaurus sarcophagus
- Deinodon sternbergi → Gorgosaurus libratus

## Beschrijving
Als Deinodon inderdaad identiek is aan Gorgosaurus en/of Daspletosaurus, gaat het om een negen meter lange tweevoetige roofsauriër. Mocht het een apart taxon zijn, dan zijn daar geen verdere gegevens over beschikbaar dan de eigenschappen van de tanden van de lectotypen.
ANSP 9533 betreft een tand uit de praemaxilla van de snuitpunt, zoals blijkt uit de D-vorm: hij is 1,53 maal zo lang van binnen naar buiten als van links naar rechts gemeten. De binnenzijde is licht bol. Beide snijranden zijn gekarteld. ANSP 9534 is een gebroken stuk tand waarop een snijrand zichtbaar is die in doorsnede precies haaks op het tandoppervlak staat. Bij tyrannosauriden is dit meestal het geval bij de tweede dentaire tand.

## Fylogenie
Deinodon werd in 1856 door Leidy in de Sauria geplaatst, toen een algemene aanduiding voor het merendeel van de reptielen. In 1866 schiep Cope een eigen Dinodontidae, wat in 1915 door Matthew werd geëmendeerd tot Deinodontidae; dezelfde schiep in 1922 ook een Deinodontinae. Deinodon was zo lange tijd het typegenus van de groep die we tegenwoordig de Tyrannosauridae noemen. Het gebruik de andere naam toe te passen, was gemotiveerd door de vaststelling dat Deinodon een nomen dubium was. Volgens de regels van het ICZN echter maakt het oordeel dat het typegenus een nomen dubium is, een familienaam nog niet ongeldig. De officiële naam is dus nog steeds Deinodontidae.